# Spiegler Elemér
Spiegler Elemér (Felsőőr, 1912. augusztus 24. – 2019. március 6.) a leghosszabb ideig élt holokauszt-túlélő.

## Életpályája
1912. augusztus 24-én született Felsőőrön. Apja a monarchia hadseregének tiszthelyettese volt. Családjával 1920-ben Szombathelyre költözött. 1926 októberben suszterinas lett Fischer Bernátnál, majd, miután kitanulta a mesterséget, cipész lett. 1935–36-ban sorkatonai szolgálatot teljesített Kőszegen. 1939-ben cipőgyári dolgozó lett.
1940-ben munkaszolgálatra hívták be és Erdélyben illetve a Felvidéken dolgoztatták. 1944–45-ben a mauthauseni koncentrációs tábor foglya volt. A tábor felszabadítása után, július végén ért haza. Az egész családját elveszítette. 1946. március 31-én nősült meg. Felesége a zalalövői Weltlinger Rozália volt, aki Auschwitzból menekült meg. Két gyermekük született, Éva (1948) és Tibor (1954).
2013. október 31-én mutatták be a róla, illetve vele készült Napfényember című dokumentumfilmet, amely a szombathelyi Korfilm alkotása. A művet Boros Ferenc, Horváth Zoltán és Kozma Gábor függetlenfilmes jegyzi, producere pedig Gombás Endre volt.